# Apochinomma myrmecioides
Apochinomma myrmecioides är en spindelart som beskrevs av Cândido Firmino de Mello-Leitão 1922. 
Apochinomma myrmecioides ingår i släktet Apochinomma och familjen flinkspindlar. Inga underarter finns listade i Catalogue of Life.